# Sveatopetrivka, Huleaipole
Sveatopetrivka (în ucraineană Святопетрівка) este localitatea de reședință a comunei Petrivka din raionul Huleaipole, regiunea Zaporijjea, Ucraina.

## Demografie
Componența lingvistică a localității Sveatopetrivka
     Ucraineană (100%)
Conform recensământului din 2001, toată populația localității Sveatopetrivka era vorbitoare de ucraineană (100%).